# Ipion Virtual Physics
Ipion Virtual Physics (рус. виртуальная физика Ipion; далее — Ipion) — физический движок реального времени, разработанный немецкой компанией Ipion и являющийся коммерческим продуктом, разработанным для лицензирования другими компаниями. 12 июня 2000 года движок вместе с компанией были куплены компанией Havok, которая интегрировала все наработки Ipion в свой движок Havok.

## История
Компания «Ipion» была основана в 1998 году в Мюнхене. Движок «Ipion Virtual Physics» разрабатывался шестью командами разработчиков, рассредоточенных по территории Германии. Движок был написан на C++, его платформонезависимая библиотека была протестирована под Microsoft Windows, Linux, Solaris и PlayStation.
12 июня 2000 года ирландская компания Havok, разработчик одноимённого движка, заявила о приобретении компании Ipion, её сотрудников и их физического движка Ipion Virtual Physics. В результате сделки бывшая компания Ipion трансформировалась в мюнхенский офис Havok, став, таким образом, третьим офисом компании Havok в мире, после Дублина и Пало-Альто. Большинство наработок движка Ipion Virtual Physics было внедрено в движок Havok.

## Технологические особенности и характеристики
Движок Ipion имел встроенную систему обнаружения столкновений, включая деление процесса поиска столкновений на фазы и обработку ограничивающих объёмов. Движок поддерживал систему ограничений и сочленений, которая позволяла указывать степени свободы между двумя объектами кинематической пары или использовать встроенные соединения, такие как петельное и шариковое соединение.
Движок имел несколько способов физического воздействия на симуляцию, включая применение импульсов к объектам и использование дополнительных механизмов и контроллеров (такие как пружины, магниты и определяемые пользователем импульсы).

## Лицензирование и поддержка
Цена движка составляла от $50,000 до $60,000, лицензионные отчисления определялись в индивидуальном порядке. С движком поставлялась 76-страничная документация и SDK. В SDK отсутствовали импортёры или экспортёры трёхмерных моделей. Поддерживались файлы Quake 2 .BSP.

## Использование
«Ipion Virtual Physics» использовался в бенчмарке «3DMark 2001 SE» из серии бенчмарков 3DMark от компании FutureMark. В «3DMark 2001 SE» присутствовало два игровых теста для тестирования игровой физике, которые использовали «Ipion».
Также «Ipion» использовался в игре «Трасса 66», которая была выпущена в 7 ноября 2001 года, и в некоторых других играх.